# Al St. John

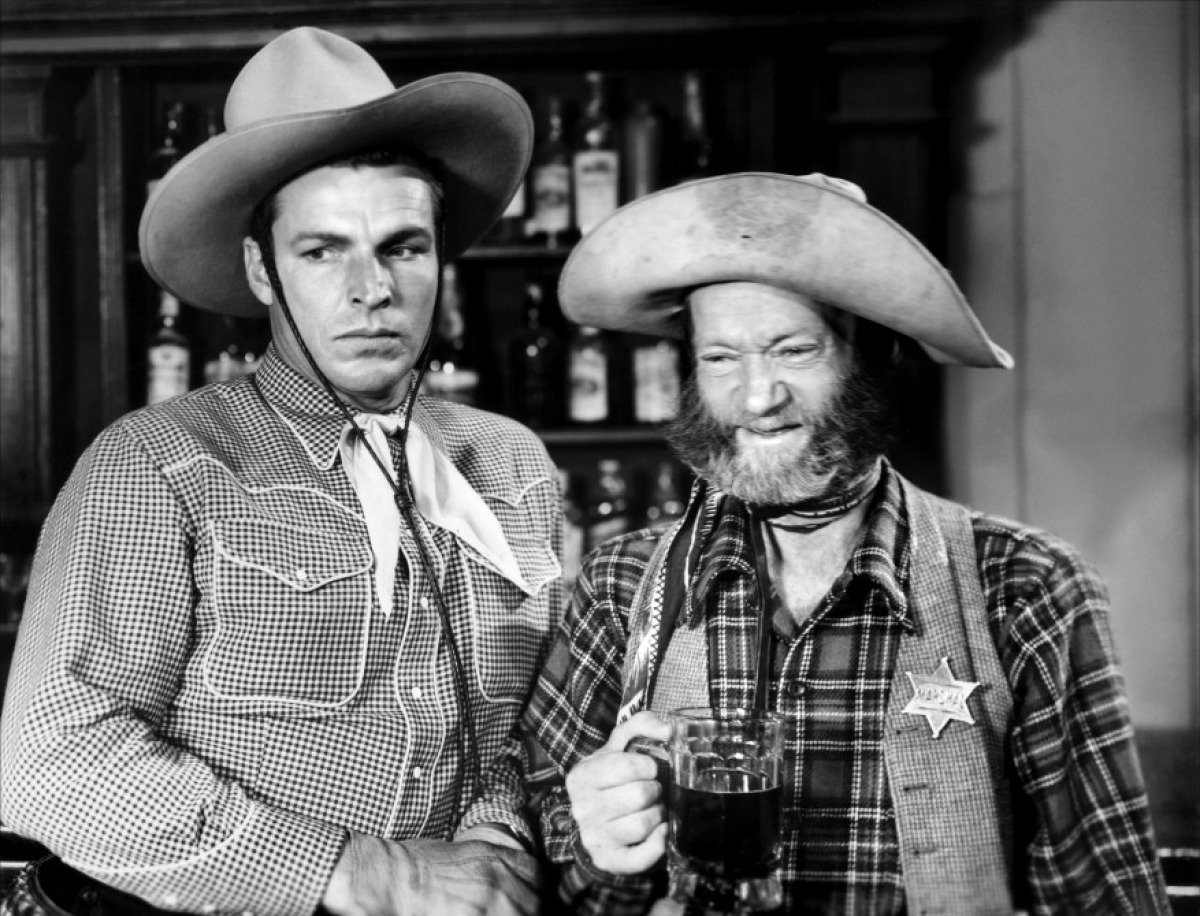
Buster Crabbe i Al St. John w Shadows of Death (1945)

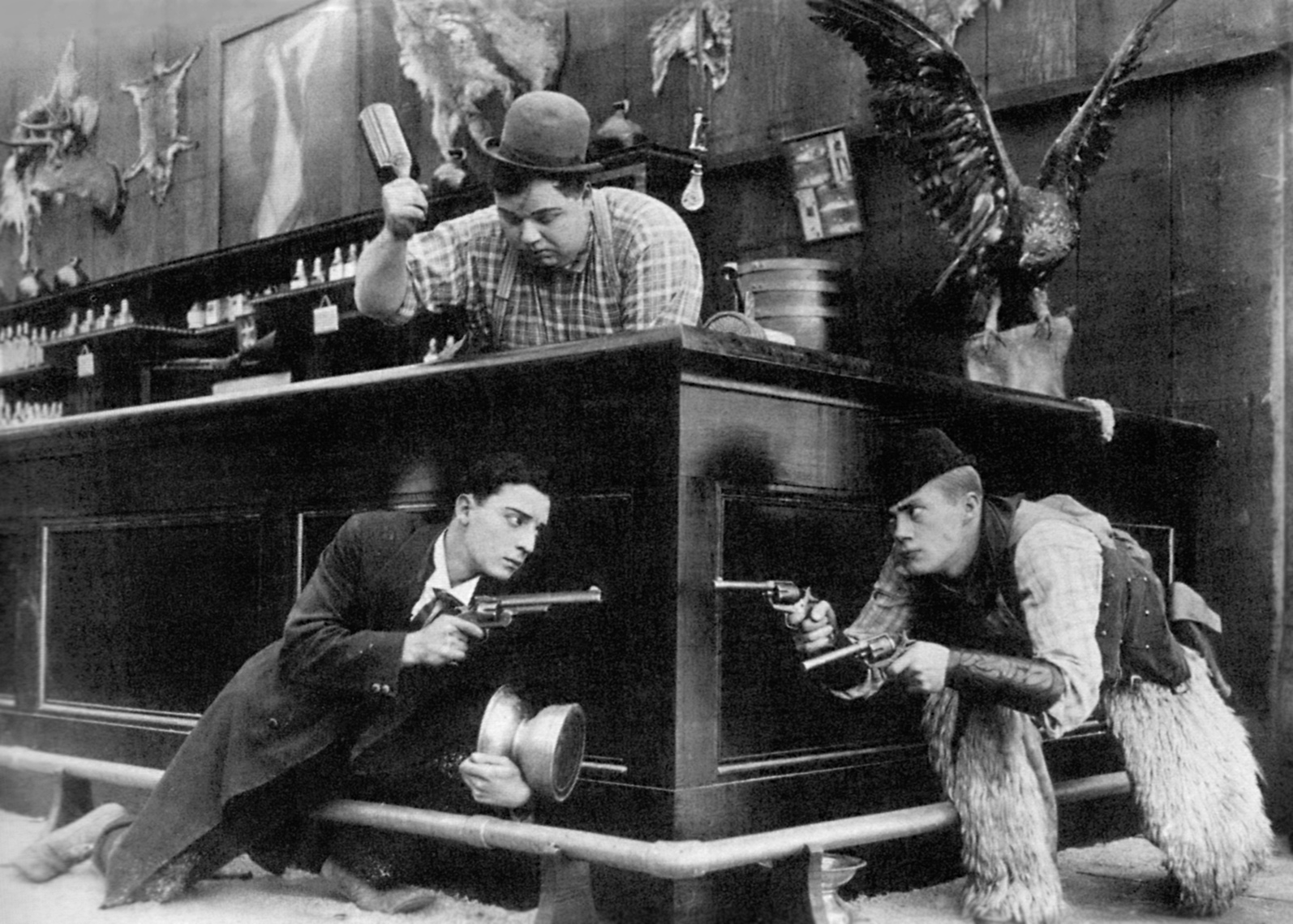
Buster Keaton, Roscoe 'Fatty' Arbuckle i Al St. John w Out West

Al St. John (ur. 10 września 1892 w Santa Ana, w Kalifornii, zm. 21 stycznia 1963 w Lyons, w stanie Georgia) – amerykański aktor filmowy.

## Filmografia
- 1914: Charlie i Fatty na ringu
- 1914: The Alarm
- 1917: Rzeźnik
- 1917: Plaża
- 1917: Jego noc poślubna
- 1918: Kucharz
- 1918: Out West
- 1919: Za kulisami
- 1919: Miłość
- 1933: Jeźdźcy przeznaczenia jako Bert
- 1938: Frontier Scout jako Whiney Roberts
- 1940: Billy the Kid in Texas jako Fuzzy
- 1940: Billy the Kid's Gun Justice jako Fuzzy
- 1941: Billy the Kid Wanted jako Fuzzy Jones
- 1941: Billy Kid's Fighting Pals jako Fuzzy
- 1941: Billy the Kid's Range War jako Fuzzy
- 1941: Billy the Kid in Santa Fe jako Fuzzy Jones
- 1942: Billy the Kid Trapped jako Fuzzy Jones
- 1942: The Lone Rider and the Bandit  jako Fuzzy Jones
- 1943: The Kid Rides Again jako Fuzzy Jones
- 1943: Devil Riders jako Fuzzy Q. Jones
- 1945: Shadows of Death jako Fuzzy Q. Jones
- 1947: Law of the Lash jako Fuzzy